# Гузенево
Гузенево — деревня в Муромцевском районе Омской области России. Входит в состав Низовского сельского поселения.

## История
Основана в 1831 г. В 1928 году деревня Юрты Гузенева состояла из 44 хозяйств. В составе Юдинского сельсовета Мало-Красноярского района Барабинского округа Сибирского края .

## Население
| 1926 | 2010 |
| ---- | ---- |
| 228  | ↘205 |

Гендерный состав
По данным Всероссийской переписи населения 2010 года в гендерной структуре населения из 205 человек: мужчин — 96, женщин — 109	(46,8 и 53,2 % соответственно)
Национальный состав
В 1928 году основное население — барабинцы.
Согласно результатам переписи 2002 года, в национальной структуре населения татары составляли 96 % от общей численности населения в 248 чел. .